# Myocious orientalis
Myocious orientalis är en stekelart som beskrevs av David B. Wahl och Sime 2002. Myocious orientalis ingår i släktet Myocious och familjen brokparasitsteklar. Inga underarter finns listade i Catalogue of Life.